# Röntgen (unitate de măsură)
Röntgen este o unitate de măsură a dozei radiațiilor X sau {\displaystyle \gamma }. Simbolul röntgenului este: R.
Un röntgen produce, prin ionizarea unui cm3 de aer, o sarcină electrică egală cu un franklin. 1Fr = (1/3) x10-9 coulombi.